# 6191 Eades
6191 Eades este un asteroid din centura principală de asteroizi.

## Descriere
6191 Eades este un asteroid din centura principală de asteroizi. A fost descoperit pe 22 noiembrie 1989 la Stakenbridge de Brian G. W. Manning. El prezintă o orbită caracterizată de o semiaxă mare de 2,99 ua, o excentricitate de 0,12 și o înclinație de 10,2° în raport cu ecliptica.